# Bo Sommarström
Bo Sommarström, född 18 april 1923 i Hwangchow i Hupei i Kina, död 31 augusti 2008 i Lidingö församling i Stockholms län, var en svensk museiman.
Bo Sommarström föddes av nordiska föräldrar i Kina; fadern var missionären, filosofie licentiat Josua Sommarström och modern Herta Lundholm. Han blev filosofie licentiat vid Stockholms högskola 1953.
Sommarström var anställd vid Statens etnografiska museum 1949–1951, vid Hedinexpeditionen 1951–1952 och Östasiatiska museet 1953–1957. Han var intendent vid Nordiska museet 1962–1967 och förste intendent vid Etnografiska museet/Folkens museum 1967–1988. Han var föreståndare för Sven Hedins stiftelse 1969–1977. Han blev filosofie hedersdoktor 1994.
Han företog forskningsresor bland samerna 1958–1967, i Asien från 1968, speciellt Mongoliet, Östturkestan 1982 och Tibet 1987. Han författade skrifter i asiatisk arkeologi, antropologi och etnografi samt samisk kultur.
Sommarström gifte sig 1947 med psykologen Inga Rydén (1923–2005), dotter till missionären Eskil Rydén och Hanna Berglund. Han är morbror till Jessie Sommarström. Makarna är begravda på gamla delen av Lidingö kyrkogård.